# 다치바나군

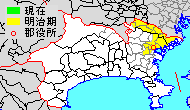
가나가와현 다치바나군의 위치

다치바나군(橘樹郡)은 일본 가나가와현(무사시국)에 있던 군이다.

## 군역
1878년 행정 구역으로 발족 당시의 군역은, 대체로 아래 구역에 해당한다.
- 요코하마시
  - 쓰루미구, 가나가와구 전역
  - 니시구의 일부
  - 호도가야구의 일부
  - 고호쿠구의 일부
- 가와사키시
  - 가와사키구, 사이와이구, 나카하라구, 다카쓰구, 미야마에구, 다마구 전역
  - 아사오구의 일부

### 인접한 군
행정 구역으로 발족되었을 당시에 인접했던 군은 다음과 같다.
- 도쿄부 - 에바라군
- 가나가와현 - 미나미타마군, 기타타마군, 에바라군, 쓰즈키군, 구라키군, 가마쿠라군

## 역사
- 1889년

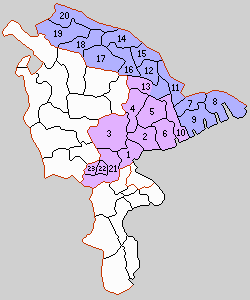
1.가나가와정 2.고야스촌 3.고즈쿠에촌 4.오쓰나촌 5.아사히촌 6.우미오촌 7.가와사키정 8.다이시가와라촌 9.다지마촌 10.마치다촌 11.미유키촌 12.스미요시촌 13.히요시촌 14.다카쓰촌 15.나카하라촌 16.다치바나촌 17.무카오카촌 18.미야사키촌 19.이쿠타촌 20.이나다촌 21.호도가야정 22.미야가와촌 23.야사키촌 (파랑:가와사키시 보라:요코하마시)

  - 3월 31일 - 아래의 정촌이 설치됨.(3정 20촌)
    - 가나가와정(神奈川町): 현 요코하마시 가나가와구,  니시구
    - 고야스촌(子安村): 현 요코하마시 가나가와구
    - 고즈쿠에촌(小机村): 현 요코하마시 고호쿠구, 가나가와구
    - 오쓰나촌(大綱村): 현 요코하마시 고호쿠구
    - 아사히촌(旭村): 현 요코하마시 쓰루미구, 고호쿠구
    - 우미오촌(生見尾村): 현 요코하마시 쓰루미구
    - 가와사키정(川崎町): 현 가와사키시 가와사키구
    - 다이시가와라촌(大師河原村): 현 가와사키시 가와사키구
    - 다지마촌(田島村): 현 가와사키시 가와사키구
    - 마치다촌(町田村): 현 요코하마시 쓰루미구
    - 미유키촌(御幸村): 현 가와사키시 사이와이구, 나카하라구
    - 스미요시촌(住吉村): 현 가와사키시 나카하라구, 사이와이구, 나카하라구
    - 히요시촌(日吉村): 현 가와사키시 사이와이구, 고호쿠구
    - 다카쓰촌(高津村): 현 가와사키시 다카쓰구
    - 나카하라촌(中原村): 현 가와사키시 나카하라구
    - 다치바나촌(橘村): 현 가와사키시 다카쓰구
    - 무카오카촌(向丘村): 현 가와사키시 다카쓰구, 다마구, 미야마에구
    - 미야사키촌(宮前村): 현 가와사키시 미야마에구, 다카쓰구
    - 이쿠타촌(生田村): 현 가와사키시 아사오구, 다마구
    - 이나다촌(稲田村): 현 가와사키시 다마구
    - 호도가야정(保土ケ谷町): 현 요코하마시 호도가야구, 니시구
    - 미야가와촌(宮川村): 현 요코하마시 호도가야구
    - 야사키촌(矢崎村): 현 요코하마시 호도가야구
- 1892년 2월 5일 - 고즈쿠에촌이 개칭으로 시로사토촌(城郷村)이 됨.(3정 20촌)
- 1901년 4월 1일 - 가나가와정이 요코하마시에 편입.(2정 20촌)
- 1909년 4월 1일 - 미야가와촌·야사키촌이 호도가야정에 편입.(2정 18촌)
- 1911년 4월 1일 - 고야스촌의 일부가 요코하마시, 일부가 오쓰나촌, 잔여부가 아사히촌에 분할편입.(2정 17촌)
- 1912년 4월 1일 - "도쿄부 가나가와현 경계 변경에 관한 법률"의 시행으로 도쿄부와의 경계를 다마강으로 확정하고, 강 양안의 월경지를 해소. 아래 구역의 소속 군을 변경.
  - 다카쓰촌·이나다촌의 각 일부가 도쿄부 기타타마군 지토세촌에 편입.
  - 미유키촌의 일부가 도쿄부 에바라군 야구치촌에 편입.
  - 도쿄부 기타타마군으로부터, 다카쓰촌이 기누타촌의 일부, 이나다촌이 조후정·고마에촌의 각 일부를 각각 편입.
  - 도쿄부 에바라군으로부터, 가와사키정이 로쿠고촌의 일부, 다이시가와라촌이 하네다촌의 일부, 미유키촌이 로쿠고촌·야구치촌의 각 일부, 다카쓰촌이 다마가와촌의 일부, 나카하라촌이 조후촌·다마가와촌의 각 일부를 각각 편입.
- 1921년 4월 1일 - 우미오촌이 정제 시행과 개칭으로 쓰루미정(鶴見町)이 됨.(3정 16촌)
- 1923년
  - 1월 1일 - 다이시가와라촌이 정제 시행으로 다이시정(大師町)이 됨.(4정 15촌)
  - 4월 1일 - 마치다촌이 정제 시행과 개칭으로 우시오다정(潮田町)이 됨.(5정 14촌)
  - 6월 1일 - 다지마촌이 정제 시행으로 다지마정(田島町)이 됨.(6정 13촌)
- 1924년 7월 1일 - 가와사키정·다이시정·미유키촌이 합병하여, 가와사키시(川崎市)가 발족, 군에서 이탈.(4정 12촌)
- 1925년
  - 4월 1일 - 우시오다정이 쓰루미정에 편입.(3정 12촌)
  - 5월 10일 - 스미요시촌의 일부가 히요시촌에 편입. 잔여부가 나카하라촌과 합병하여 나카하라정(中原町)이 발족.(4정 10촌)
- 1927년
  - 4월 1일(1정 7촌)
    - 다지마정이 가와사키시에 편입.
    - 요코하마시의 제3차 시역 확장에 따라, 쓰루미정·아사히촌·오쓰나촌·시로사토촌·호도가야정이 요코하마시에 편입.

  - 10월 1일 - 요코하마시가 구제를 시행하며, 옛 다치바나군 지역에 아래의 3구를 설치.
    - 쓰루미구 ← 구 쓰루미정 및 구 아사히촌의 일부
    - 가나가와구 ← 구 고야스촌, 구 오쓰나촌, 시로사토촌 및 구 아사히촌의 잔여부, 구 호도가야정의 일부
    - 호도가야구 ← 구 호도가야정의 잔여부
- 1928년 4월 17일 - 다카쓰촌이 정제 시행으로 다카쓰정(高津町)이 됨.(2정 6촌)
- 1932년 6월 1일 - 이나다촌이 정제 시행으로 이나다정(稲田町)이 됨.(3정 5촌)
- 1933년 8월 1일 - 나카하라정이 가와사키시에 편입.(2정 5촌)
- 1937년
  - 4월 1일(1정 4촌)
    - 다카쓰정이 가와사키시에 편입.
    - 요코하마시의 제2차 시역 확장에 따라, 히요시촌의 일부가 요코하마시에 편입되어, 가나가와구의 일부이 됨. 잔여부는 가와사키시에 편입.

  - 6월 1일 - 다치바나촌이 가와사키시에 편입.(1정 3촌)
- 1938년 10월 1일 - 이나다정·무카오카촌·미야사키촌·이쿠타촌이 가와사키시에 편입. 이날 다치바나군이 소멸됨.

## 참고 문헌
- 《가도카와 일본 지명 대사전》 편집위원회, 편집. (1984년 6월 1일). 《가도카와 일본 지명 대사전》. 14 가나가와현. 가도카와 쇼텐. ISBN 4040011406.